# Den svensk-norske union
Den svensk-norske union, officielt De forenede Kongeriger Sverige og Norge, var en statsretslig forening mellem kongerigerne Sverige og Norge i perioden 1814 til 1905. Unionen opstod af Freden i Kiel den 14. januar 1814 og den efterfølgende konvention i Moss 14. august. Unionen blev formelt indgået gennem det norske Stortings revision af den norske grundlov og valget af Sveriges konge til norsk konge den 4. november 1814. Den blev derefter bekræftet gennem rigsakten 1815. Unionen var et kompromis mellem på den ene side de norske selvstændighedsbestræbelser, udtrykt gennem Eidsvoll-forfatningen og på den anden side opfyldelsen af stormagternes løfte til Sverige om at få Norge som en erstatning for Finland, der var tabt til Rusland i 1809. 
Sverige og Norge havde tidligere i to perioder været forenet, fra 1319 til 1343 og i en kort periode fra 1449 til 1450 i opposition til Christian I, der af danskerne var valgt til ny konge i Kalmarunionen.

## Baggrund
Norge var blev lovet til Sverige af stormagterne i koalitionen mod den franske kejser Napoleon som belønning for Sveriges deltagelse i Napoleonskrigene mod Napoleon. En svensk hær under tronfølgeren, Karl XIV Johan, deltog i de sidste kampe mod Napoleon. En af Napoleons sidste allierede var Danmark-Norge, der var på den tabende side. Efter de allieredes sejr ved Leipzig i 1813 gik svenskerne nordover mod Danmark. Kong Frederik VI af Danmark-Norge måtte acceptere Kielerfreden 14. januar 1814. Et af fredsvilkårene var afståelsen af Norge til kongen af Sverige, men uden de norske bilande, Grønland, Island og Færøerne.
Nyheden om Kielerfreden vakte forbitrelse i Norge, og statholderen, prins Christian Frederik, satte sig i spidsen for en norsk selvstændighedsbevægelse. Eftersom den svenske hær under Karl Johan fortsat var med i kampene i Nordtyskland, fik nordmændene tid til at organisere modstanden. Prins Christian Frederik sammenkaldte den grundlovgivende Rigsforsamling på Eidsvoll. 17. maj 1814 blev Grundloven undertegnet og Christian Frederik valgt til norsk konge.
I juli gik Sverige i krig for at tvinge Norge ind i unionen sådan som bestemt ved Kiel-traktaten. De svenske tropper var overlegne i antal og erfaring og rykkede rask frem i Østfold. Efter to uger måtte Norge bede om forhandlinger, og en våbenhvile blev indgået ved Mosskonventionen 14. august. Konventionen indebar, at Norge måtte godtage en union med Sverige – ikke efter Kiel-traktaten, men på nye vilkår som sikrede landet en formel ligestilling i en personalunion. Norge fik lov at beholde sin nye grundlov med de forandringer, der blev nødvendige som følge af unionen. Christian Frederik forpligtede sig til at overgive sin udøvende magt til Stortinget og forlade landet. Den reviderede grundlov blev vedtaget 4. november 1814, og samme dag valgte Stortinget kong Carl XIII af Sverige til ny, norsk konge.

## Unionen i praksis
Unionsvilkårene, som var aftalt i Moss og fastlagt i den reviderede grundlov og Rigsakten, gav Norge en langt mere selvstændig stilling, end der var tilsigtet i Kiel-traktaten. Norge gik formelt (men reelt under tvang) frivilligt ind i en personalunion med Sverige. De to stater havde kun kongemagten og udenrigstjenesten tilfælles. Udenrigstjenesten var direkte styret af kongen gennem det svenske udenrigsdepartement, en ordning som senere skulle blive årsag til øget norsk misfornøjelse og ende med unionsbruddet i 1905. For øvrigt var statsadministrationen og alle statlige institutioner adskilte, også forsvaret og finansvæsnet.
Efter den norske grundlov skulle kongen selv vælge sin regering. Som følge af at kongen det meste af tiden opholdt sig i Stockholm, måtte en norsk statsrådsafdeling med statsministeren holde til dér. De øvrige statsråder bestyrede departementerne i Christiania og mødtes under ledelse af statholderen. Statholderembedet blev i begyndelsen besat af svenskere, senere af nordmænd, men embedet var ikke populært i Norge, og efter langvarig politisk strid blev det afskaffet og erstattet af en statsminister i Christiania.
En vigtig pointe med unionen var, at Norge havde langt mere radikale og demokratiske love end Sverige. Den norske Grundlov fra 1814 var klarere i magtfordelingen mellem den lovgivende, udøvende og dømmende magt. Et andet eksempel er, at mange flere havde stemmeret i Norge end i Sverige.
Karl Johan forsøgte i sin regeringstid at knytte de to stater tættere sammen gennem sin amalgationspolitik, men Stortinget afviste konsekvent alle sådanne fremstød med sin grundlovskonservatisme. Det kom ofte til konflikt mellem kongen og norske selvstændighedsaktivister i og uden for statsstyrelsen. Det bidrog også til at forøge konfliktniveauet, at kongen længe bekæmpede norske symbolsager som 17. maj-fejringen og flagsagen.
Under sønnen Oscar I og sønnesønnen Karl IV var unionen stort set populær i Norge, fordi det blev gjort indrømmelser fra svensk side, også som en følge af skandinavismen. Ligestillingen mellem staterne blev markeret blandt andet ved kong Oscars «morgengave» til det norske folk i 1844 i form af et nyt unionsvåben og nye flag. I unionsvåbenet var Sveriges og Norges rigsvåben sidestillet i et kløvet skjold under to kongekroner, som markerede to selvstændige kongeriger. Et fælles unionsmærke med lige fordeling af svenske og norske flagfarver, populært kaldt «sildesalaten», blev sat ind i begge lands flag. Nordmændene var misfornøjet med, at det trefarvede flag af 1821 blev vansiret, men tilfreds med at landet fik sit eget orlogsflag i stedet for det fælles orlogsflag af 1815, hvor svenske farver dominerede. 
Men under den sidste Bernadotte-konge Oscar II blev modsætningene skærpet. De politiske bestræbelser for en øget demokratisering i Norge førte til en radikalisering af Stortinget, og til indførelse af parlamentarismen i 1884. Partiet Venstre forsvarede folkestyret mod kongemagten og blev en mere og mere åben modstander af unionen, mens Højre forsvarede unionen, forudsat at fuld ligestilling kunne blive gennemført.
Kampen for et eget norsk konsulatvæsen førte i 1895 til svenske krigstrusler og norsk retræte. Da sagen blev genoptaget ved århundredskiftet, blev det starten på unionsopløsningen.